# Thagona distincta
Thagona distincta är en fjärilsart som beskrevs av Druce 1906. Thagona distincta ingår i släktet Thagona och familjen tofsspinnare. Inga underarter finns listade i Catalogue of Life.